# 雅内里亚
雅内里亚（法語：Janneyrias，法語發音：[ʒaneʁja]）是法国伊泽尔省的一个市镇，原属维埃纳区，2017年改属拉图尔迪潘区。

## 地理
雅内里亚（45°45'8"N, 5°6'43"E）面积10.52 平方千米，位于法国奥弗涅-罗讷-阿尔卑斯大区伊泽尔省，该省份为法国东南部内陆省份，北起顺时针与安省、萨瓦省、上阿尔卑斯省、德龙省、阿尔代什省、卢瓦尔省和罗讷省。
与雅内里亚接壤的市镇（或旧市镇、城区）包括：维莱特当通、沙尔维约-沙瓦尼厄、科隆比耶-索尼约、皮西尼昂、昂通。
雅内里亚的时区为UTC+01:00、UTC+02:00（夏令时）。

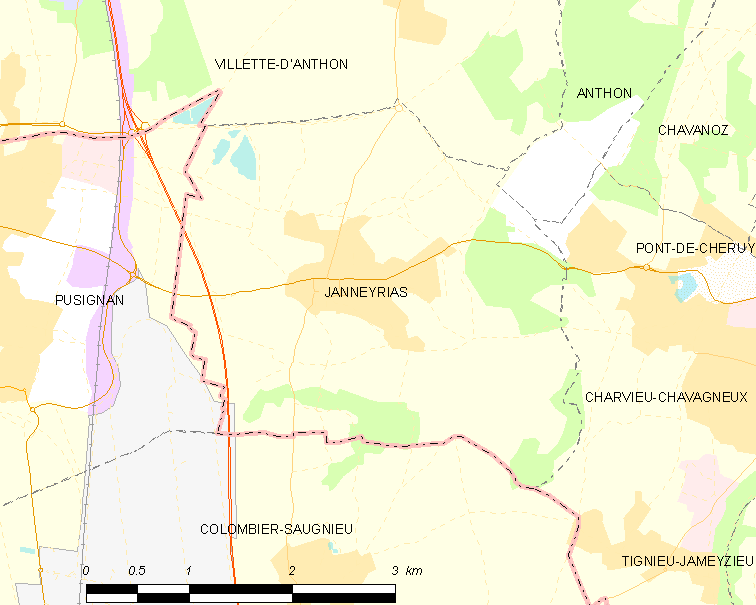
雅内里亚的OSM定位图

## 行政
雅内里亚的邮政编码为38280，INSEE市镇编码为38197。

## 政治
雅内里亚所属的省级选区为沙尔维约-沙瓦尼厄县。

## 人口

1962-2008年间雅内里亚人口变化图示

雅内里亚于2022年1月1日时的人口数量为1911人。